# 皮埃尔·托尔松
皮埃尔·托尔松（瑞典語：Pierre Thorsson，1966年6月21日—），瑞典男子手球运动员。他曾代表瑞典参加1992年、1996年和2000年夏季奥林匹克运动会手球比赛，获得三枚银牌。